# Silaipui
Silaipui is een bestuurslaag in het regentschap Alor van de provincie Oost-Nusa Tenggara, Indonesië. Silaipui telt 560 inwoners (volkstelling 2010).